# 翅实藤
翅实藤（学名：Ryssopterys timoriensis）为金虎尾科翅实藤属下的一个种。